# Reichelsheim (Wetterau)
Reichelsheim (Wetterau) är en stad i Wetteraukreis i Regierungsbezirk Darmstadt i förbundslandet Hessen i Tyskland.